# داس‌نوک نوک‌سیاه
داس‌نوک نوک‌سیاه (نام علمی: Campylorhamphus falcularius) نام یک گونه از سرده داس‌نوک‌ها است.